# Essert-Romand
Essert-Romand település Franciaországban, Haute-Savoie megyében. Lakosainak száma 520 fő (2022. január 1.). Essert-Romand La Côte-d’Arbroz, Montriond, Morzine és Saint-Jean-d’Aulps községekkel határos.

## Népesség
A település népességének változása:
| Lakosok száma | 489  | 509  | 525  | 513  | 513  | 512  | 516  | 513  | 520  |
|               | 2013 | 2015 | 2016 | 2017 | 2018 | 2019 | 2020 | 2021 | 2022 |